# Markies van Valdespina
De Markies van Valdespina (Marqués de Valdespina) is een Spaanse adellijke titel die gevoerd wordt door de familie van Orbe. De titel werd in 1736 door koning Filips V gecreëerd voor Andrés Agustín de Orbe y Zarauz.

## Bekende familieleden
De familie is van belang geweest voor Baskenland. Hun stadspaleis bevindt zich in Ermua.
- Don José María de Orbe y Klingenberg, huidige markies van Valdespina
- Monseigneur Andrés de Orbe y Larreátegui, aartsbisschop van Valencia en grootinquisiteur.